# Saint-Vougay
Saint-Vougay (en bretón Sant-Nouga) es una población y comuna francesa, situada en la región de Bretaña, departamento de Finisterre, en el distrito de Morlaix y cantón de Plouzévédé.

## Demografía
| 911 | 859 | 843 | 812 | 801 | 800 |
| Para los censos de 1962 a 1999 la población legal corresponde a la población sin duplicidades (Fuente: INSEE [Consultar]) |     |     |     |     |     |